# Saxeten
Saxeten – gmina (niem. Einwohnergemeinde) w Szwajcarii, w kantonie Berno, w regionie administracyjnym Oberland, w okręgu Interlaken-Oberhasli.

## Demografia
W Saxeten mieszkają 92 osoby. W 2020 roku 5,4% populacji gminy stanowiły osoby urodzone poza Szwajcarią.